# Papež Janez XXIII.
Za istoimenskega protipapeža glej Protipapež Janez XXIII.
Janez XXIII., rojen kot Angelo Giuseppe Roncalli, papež Rimskokatoliške cerkve od 28. oktobra 1958 do smrti, * 25. november 1881, Sotto il Monte, Bergamo, Italija, † 3. junij 1963, Vatikan.

## Mladost, šolanje in cerkvene službe

### Družina
Rodil se je kot Angelo Giuseppe Roncalli 25. novembra 1881 v Sotto il Monteju, mali vasici v pokrajini Bergamo, v deželi Lombariji v Kraljevini Italiji. Bil je najstarejši fant; oče Giovanni Battista Roncalli (1854–1935) in mati Marianna Giulia Mazzola (1855–1939)  sta imela trinajst otrok, med katerimi je bil po vrsti četrti. Bratje in sestre - vključno z njim - si sledijo takole:
1. Maria Caterina (1877–1883)
2. Teresa (1879–1954), 1899 se je z njo poročil Michele Ghisleni
3. Ancilla (1880–1953)
4. Angelo Giuseppe (1881-1963)
5. Francesco Saverio (1883–1976), 1907  se je oženil z Marijo (Maria Carrara)
6. Maria Elisa (1884–1955)
7. Assunta Casilda (1886–1980);[7] z njo se je 1907 oženil Giovanni Battista Marchesi
8. Domenico Giuseppe (1888–1888)
9. Alfredo (1889–1972)
10. Giovanni Francesco (1891–1956) se je 1919 oženil s Katarino (Caterina Formenti)
11. Enrica (1893–1918)
12. Giuseppe Luigi (1894–1981),[8] se je 1922 oženil z Ido Biffi
13. Luigi (1896–1898)[9][10]

### Šolanje in duhovništvo
Kot šestleten in dobrodušen kmečki deček je Angelček začel hoditi v ljudsko šolo, kjer je učil vaški župnik Don Rebuzzini. Nekega dne je v razred prišel nadzornik, ki je med drugim vprašal šolarje tudi naslednje: »Kaj tehta več: kilogram slame ali kilogram železa?« Večina se je nagibala k odgovoru, da je težje želez; medtem pa je mali Angel samozavestno odgovoril in žel nadzornikovo priznanje: »Oboje tehta enako, le da slama zavzema več prostora.« Mladi Angelo se je hitro spoprijateljil z dobrim učiteljem, kar je nekatere sošolce nagibalo k nevoščljivosti in so ga večkrat natepli. Pred nasilneži ga je branil le njegov zvesti prijatelj Battistel.
1889 je osemletni Angelček prejel prvo sveto obhajilo in birmo.
1. marca 1896 ga je njegov semeniški spiritual Isacchi vpisal v Frančiškov svetni red; tretjeredniške zaobljube je napravil 23. maja 1897. 1900 je kot bogoslovec odšel iz Bergama nadaljevat šolanje v Rim, kje je bil 1904 doktoriral iz cerkvenega prava. Duhovniško posvečenje je prejel v rimski cerkvi Santa Maria in Montesanto na Piazza del Popolo dne 10. avgusta 1904. Kmalu po tem se je srečal v Baziliki sv. Petra s papežem Pijem X.. Nato je imel novo mašo v svojem rojstnem kraju na Veliki Šmaren.
Ko je 1905 Tedeschi postal škof v Bergamu, si je vzel za tajnika novomašnika Roncallija, na katerega je napravila velik vtis škofova dobrodelnost, ki jo je izkazoval zlasti do izkoriščanih in revnih delavcev; to službo je vestno opravljal vse do kardinalove smrti 22. avgusta 1914, komaj dva dni po smrti papeža Pija X.. Oba cerkvena dostojanstvenika sta si brezuspešno prizadevala, da bi obvarovala človeštvo pred grozečo vojno. Zadnje Tedeschijeve besede Roncalliju so zvenele kot oporoka: "Angelo, moli za mir!" Smrt dveh dobrih pastirjev skoraj istočasno ga je hudo potrla. V tem obdobju je bil tudi predavatelj v bergamskem semenišču.
Medtem je 1909 postal profesor sociologije in cerkvene zgodovine v bergamskem semenišču in objavil dve knjigi: eno o kardinalu Cezarju Baroniju, drugo pa o obisku svetega milanskega škofa in prenovitelja Karla Boromejskega Bergamu.

### Cerkvene službe
Leta 1909 je bil Roncalli imenovan za duhovnika v rimski cerkvi Santa Maria in Montesanto. Med prvo svetovno vojno je bil vpoklican k vojakom kot narednik; služil je v sanitetnem odredu kot medicinec in kaplan, največ v domačem kraju. 
1921 ga je papež Benedikt XV. imenoval za predsednika Družbe za širjenje vere. 1925 ga je papež Pij XI. imenoval za apostolskega nuncija v Bolgariji ter ga obenem posvetil v nadškofa za naslovno škofijo Areopolis. Za svoje škofovsko geslo - ki si ga je zadržal tudi kot papež - si je izbral besedi: »Obedientia et Pax« (»Pokorščina in mir«). 1935 je bil imenovan za apostolskega nuncija v Turčiji in Grčiji, kar je uporabil za pomoč številnim Judom, ki jih je Hitlerjev nacionalsocializem izgnal iz Tretjega rajha; z nadčloveškimi prizadevanji in dobrimi zvezami s pomembnimi osebnostmi je rešil tako na tisoče evropskih beguncev. 1944 ga je papež Pij XII. imenoval za apostolskega nuncija v Parizu.
1953 je bil imenovan za beneškega patriarha in obenem ustrezno povzdignjen v kardinala. Kot izraz svojega spoštovanja ga je francoski predsednik Vincent Auriol sklicevaje se na star privilegij francoskih kraljev osebno okronal s škrlatnim kardinalskim klobukom na svečanosti v Elizejski palači.

### Povezanost sSlovenijoinSlovenci
Obisk Slovenije
Roncalli je obiskal tudi Slovenijo. 9. novembra 1927, ko je bil na poti iz Rima v Bolgarijo, se je za nekaj dni ustavil v Ljubljani. Najprej je obiskal ljubljanskega škofa Antona Bonaventuro Jegliča in si v njegovem spremstvu ogledal Zavod sv. Stanislava ter novo Plečnikovo cerkev sv. Antona Padovanskega v Šiški in katoliško tiskarno. Kakor je zapisal škof Jeglič, mu je vse bilo všeč in jim je čestital. Udeležil se je tudi akademije v čast svetemu Jozafatu Kunceviču, ki so jo 12. novembra pripravili ljubljanski bogoslovci. Opravil pa je tudi letne duhovne vaje pri jezuitih poleg nastajajoče Plečnikove Cerkve svetega Jožefa, kjer si je naredil nekaj zapiskov v svoj Dnevnik duše.
Pastoralno središče Janez Dobri
Na svoji poti v Bolgarijo, Turčijo in Grčijo se je večkrat ustavil Roncalli tudi pri vnebovzetcih v Beogradu. Šestdeset let po začetku 2. vatikanskega koncila so tam - po prizadevanjih nadškofa-rojaka Hočevarja in ob pomoči številnih uglednikov in ustanov, med njimi tudi srbske vlade - slovesno odprli in blagoslovili "Pastoralno središče Janez Dobri". Slovesnost je vodil sarajevski nadškof in kardinal Puljić ob somaševanju omenjenega beograjskega nadškofa in metropolita Hočevarja ter zrenjaninskega škofa in predsednika Mednarodne škofovske konference Németa. Ob tej priložnosti je bil blagoslovljen tudi lep bronast kip tega priljubljenega papeža, ki ga je kipar Dragan Radenović vlil v naravni velikosti.
Poleg tega je na zvoniku izjemno lep Rupnikov mozaik Jezusove spremenitve na gori, ker je Kalist III. po zmagi pri Beogradu 1456 razširil ta praznik na vso Cerkev; v zvezi s tem dogodkom opoldne zvonijo zvonovi po vseh cerkvah po svetu. Mozaik prikazuje tudi Janeza Kapistrana, ki je spodbujal kristjane, da so pregnali številnejše Osmane; najpomembnejše pa je dejstvo, da je dandanes prišlo do izraza zgledno sodelovanje civilne družbe in Cerkve.
Splošna priljubljenot
Salezijanski ljudski misijonar Tomaž Kelenc je jeseni 1960 obiskal salezijanske duhovniške pripravnike prvega in drugega letnika križevske  "Srednje šole za duhovniške pripravnike", kjer je bilo čez šestdeset gojencev s področja nekdanje Jugoslavije. Rojak in ravnatelj zavoda Anton Bajuk je zgovornega Kelenca zaprosil, naj po Don Boskovi navadi pove fantom po večernih molitvah nekaj spodbudnih besed za ’Lahko noč!’ Rad se je odzval in govoril o svojem nedavnem rimskem romanju in srečanju s papežem Janezom XXIII., zlasti o njegovi prijaznosti, ki je nezaustavljivo osvajala obiskovalce. Bil je med avdienco v prvi vrsti in ko so papeža prinesli blizu, mu je poljubil ribiški prstan; papež pa mu je namenil nekaj spodbudnih besed in pozdravov za vernike v Jugoslaviji ter po očetovsko božal njegovo bolno roko. „V tej moji roki nikoli več ne bo revmatizma!« je do solz ginjen končal svojo zgodbo ter spodbujal gojence k zvestobi do rimskega papeža po don Boskovem zgledu.
Marijansko svetišče na Vejni
Podobno so lepe vtise o Janezu XXIII. ohranjali in jih prenašali prijateljem in znancem tudi drugi Slovenci, najsi bodo verniki, duhovniki ali škofje; med njimi je bil poln hvale do papeža dolgoletni rektor rimskega papeškega zavoda Slovenika Jezernik, kakor tudi urednik salezijanskih "Knjižic" Franc Štuhec,ki so ga vodile tri vrednote: širjenje pobožnosti do Marije Pomočnice, zvestoba Don Bosku tudi v času preizkušenj ter ohranjanje slovenske narodne zavesti v domovini in Zamejstvu. Rad je pripovedoval o naklonjenosti papeža Janeza Dobrega do našega naroda in njegovih pravic. To je papež pokazal tudi ob graditvi zaobljubnega svetišča na Vejni; s tem je tržaški škof Santin hotel spolniti zaobljubo, ki jo je napravil pred Marijinim oltarjem 30. aprila 1945 v zahvalo za rešitev mesta Trsta pred uničenjem ob koncu vojne:
| Un voto che riguarda la città di Trieste. | Zaobljuba v imenu tržaškega mesta |
| --- | --- |
| ″Qui sull’altare della mia cappella davanti al SS.mo Sacramento, oggi, 30 aprile 1945, festa di Santa Caterina da Siena, patrona d’Italia, e apertura del mese di Maria, alle 19 e 45, in un momento che è forse il più tragico della storia di Trieste, mentre tutte le umane speranze per la salvezza della città sembrano fallire, come vescovo indegnissimo di Trieste mi rivolgo alla Vergine Santa per implorare pietà e salvezza. E faccio un voto privato e uno che riguarda la città. Questo secondo è il seguente: se con la protezione della Madonna di Trieste sarà salva farò ogni sforzo perché sia eretta una chiesa in suo onore. Antonio Vescovo″ | „Tukaj na oltarju svoje kapele pred Najsvetejšim, danes, 30. aprila 1945 ob tričetrt na osem zvečer, na praznik zavetnice Italije svete Katarine Sienske, in ob začetku Marijinega meseca, v trenutku, ki je morda najbolj tragičen v zgodovini Trsta, ko se zdi, da vsa človeška upanja na rešitev mesta propadajo, se kot najnevrednejši tržaški škof obračam k Sveti Devici, da bi jo prosil za usmiljenje in rešitev. In dajem eno zasebno zaobljubo, in eno, ki se nanaša na mesto. Druga je naslednja: če bo mesto rešeno z zaščito Tržaške Madone, si bom po najboljših močeh prizadeval, da se postavi v njeno čast cerkev.“ Škof Anton |

Ime svetišča naj bi se glasilo najprej Marija, Kraljica Italije, saj so sprva za njegovo postavitev prispevale župnije širom Italije; 1958 je po vseh škofijah romal kip Fatimske Gospe, kar se je končalo v Trstu s posvetitvijo "Marijinemu brezmadežnemu Srcu" po želji Pija XII.. Bolonjski nadškof kardinal Lercaro je predlagal, naj se na Siciliji začeto potovanje konča v Trstu s položitvijo temeljnega kamna za cerkev, ki bo posvečena „Mariji, Kraljici Italije“. Med Slovenci je završalo in  apostolski protonotar ter škofov sodelavec Ukmar je naslovil na domačega škofa pismo z naslednjo vsebino: 
| Lettera di obiezione di Jacob Ukmar | Oporečno pismo Jakoba Ukmarja |
| --- | --- |
| ″Da più parti sento che l’erezione di un Tempio Mariano sotto il titolo di «Regina d’Italia» qui a Trieste non farà buon sangue. Gli Sloveni sarebbero tutti contrari, ma anche molti italiani. Essi trovano inopportuno che sul territorio abitato da due nazioni e quasi al confine con lo stato jugoslavo venga scelto un tale titolo″. | »Z mnogih strani slišim, da postavitev Marijinega templja pod nazivom 'Kraljica Italije' tukaj v Trstu ne bo naletelo na odobravanje. Proti temu bi bili vsi Slovenci, pa tudi mnogi Italijani. Neprimerno se jim zdi, da bi bil takšen naziv izbran na ozemlju, ki ga naseljujeta dva naroda in je skoraj na meji z jugoslovansko državo«. |

1959 je tržaški škof Santin pobudo predstavil svetemu očetu Janezu XXIII., ki jo je z velikim zadovoljstvom odobril in tako je zavetnica svetišča na Vejni postala „Marija, Mati in Kraljica“. 
Glede na to, da se hram nahaja na narodnostno mešanem ozemlju, kjer živijo tako Italijani kot Slovenci, je po Štuhecovih besedah uvidevni papež Janez XXIII. lastnoročno prečrtal prvotni naslov in določil za to priljubljeno Marijino svetišče na Vejni takšno ime, ki je sprejemljivo za oba tam živeča naroda, tako za Slovence kot Italijane: Marija Mati in Kraljica vseh ljudstev, ki naj po krvavih spopadih dveh svetovnih vojn živijo poslej v miru in sodelovanju. To marijansko svetišče naj bo znameje miru in prijateljstva med Vzhodom in Zahodom, kpa tudi sodelovanja in povezanosti med vsemi narodi.
Podobno borbo je vodil Štuhec tudi glede možnosti, da bi bil en oltar posvečen svetima slovanskima apostoloma, bratoma Cirilu in Metodu, ki sta končno le dobila v tem veličastnem svetišču na stičišču Romanov, Slovanov in Germanov oltar, ki ga je z mozaikom okrasil primorski rojak Tone Kralj.

### Duhovnik, nuncij in patriarh
- Roncallijeva družina okrog 1890
- Spomink Janeza XXIII. na dvorišču rojstne hiše
- Mladi Angel Roncalli
- Angel Roncalli kot mlad duhovnik 1905
- Roncalli je bil vpoklican k vojakom
- Med vojno je deloval karitativno
- Angel Roncalli kot nuncij 1925 v Bolgariji
- Kot nuncij v Sofiji na vrtu vile Ljulin
- Roncalli v bolgarskem Brdarskem Geranu
- Roncalli kot patriarh pred izvolitvijo za papeža
- Trg Levov so v Benetkah poimenovali po dobrem papežu

## Papeževanje

### Konklave in izvolitev
Po smrti Pija XII. je vzniknila zamisel o tako imenovanem »prehodnem papežu«. Neki novinar jo je opredelil s sledečimi besedami: »Pij XII. je bil velikan. Toda v zadnjih časih je dopustil, da se je število kardinalov zmanjšalo od 70 na 51 in med temi – ne da bi se pregrešili zoper spoštovanje – ni nobenega, ki bi ga dosegal. Zato se bodo po vsej verjetnosti kardinali odločili za izvolitev starejšega papeža, ki bo spet dvignil število kardinalov na 71, tako da bo izbral med tremi tisoči škofov najbolj razgledane in nadarjene može. Moral bo služiti kot miren vezaj med Pijem XII. in med papežem, ki bo v polni meri podedoval njegovo moč in delavnost.«
Prvič v zgodovini je možnost hitrega potovanja ustrezala mednarodnemu značaju kardinalskega zbora zahvaljujoč napredku v letalskem prometu, kot je zapisal neki časnikar: »Newyorški nadškof lahko danes doseže Rim hitreje kot palermski nadškof en rod poprej.« Na tem konklavu so sodelovali kardinali iz 21 dežel v primeri s 16 na prejšnjem, kakor tudi 18 neevropskih v primeri s 7 na prejšnjem. 17 italijanskih kardinalov med 51 je predstavljalo najnižji odstotek od 1455.
V primerjavi s papeškim konklavom leta 1922, ko trije kardinali niso pravočasno prispeli v Rim, ker se je konklave začel predpisno 10 dni po papeževi smrti; ali s konklavom leta 1939, ko so trije kardinali prispeli v Rim ravno zjutraj na začetek konklava, ki se je po novih pravilih začel 18 dni po papeževi smrti; so v tem konklavu vsi kardinali, ki so potovali, prispeli v Rim pravočasno - do 22. oktobra, torej že nekaj dni pred začetkom konklava, ki se je začel 16 dni po smrti Pija XII. Od 53 kardinalov volivcev sta bila zadržana samo dva: komunistični brezbožni vladi Madžarske in Jugoslavije sta onemogočili prihod v Rim kardinaloma Mindszentyju in Stepincu - prvi je bil v azilu na Ameriškem veleposlaništvu v Budimpešti, drugi pa v hišnem priporu v domačem Krašiću. Obema bi oblasti dovolile odhod iz države, toda brez možnosti vrnitve - kar pa se jima je zdelo nečastno in nesprejemljivo. Newyorški kardinal Spellman, ki je ob smrti Pija XII. ravno potoval z ladjo proti New Yorku, se je izkrcal na Azorih in odletel z letalom v Rim, da je še pravočasno prispel na konklave.
Konklave za izvolitev naslednika papeža Pija XII., ki je umrl 9. oktobra 1958, je potekal torej od 25. do 28. oktobra 1958. Papež Janez XXIII. je bil izvoljen leta 1958 v štirih dneh. V enajstem glasovanju so kardinali 28. oktobra izvolili za papeža beneškega patriarha Angela Roncallija, ki je izvolitev kljub visoki starosti mirno in vdano sprejel v skladu s svojim geslom: "Pokorščina (prinaša) mir" - in si vzel papeško ime Janez XXIII. s preprosto razlago, da je tako bilo ime njegovemu očetu in da je sv. Janezu posvečena tudi župnijska cerkev v njegovi vasi.
To je bil za Pijem X. že drugi beneški patriarh, ki je postal papež v 20. stoletju; Jožef Sarto je bil izvoljen v konklavu 1903, po smrti Leona XIII.. Na koncu volitev po smrti asketskega in suhljatega Pija XII. v Vatikanu ni bilo pripravljenih ustreznih oblačil za čokato in obilno postavo, kot je bila Roncallijeva – nakar naj bi le-ta v svojem na hitro prirejenem in preozkem oblačilu zastokal: „Vsi so me želeli, razen krojačev.“
Številne anekdote - znane so tudi njihove različice - o Angelu Roncalliju pričajo o njegovi veliki priljubljenosti, pa tudi o zdravem smislu za šalo; to je bil pravzaprav odraz njegove globoke ponižnosti, plemenite duše in človeške topline. Prirojeni kmečki smisel za humor je žuborel iz njegove tesne povezanosti z Bogom tudi v trenutku izvolitve. V sobi poleg Sikstinske kapele, kamor se novoizvoljeni papež umakne ter se obleče v bela oblačila rimskega škofa, mu ni bila prav nobena od treh sukenj, ki so jih krojači pripravili za bodočega papeža. Okoli stoječi so se v zadregi spogledovali in niso vedeli, kako iz zagate; novi papež pa jih je smehljaje miril: »Jasno je, da krojači niso želeli, da bi bil jaz papež!«

### Delovanje
Umestitev, kronanje in prevzem službe je potekalo med pontifikalno mašo na torek, 4. novembra 1958; čeprav je bil ta dan delavnik, si ga je novi papež izvolil, ker je bil praznik milanskega nadškofa Karla Boromejskega, ki je v svojem času dosledno izvajal prenovitvene smernice Tridentinskega vesoljnega cerkvenega zbora.
Polagoma je na veselje kardinalov, škofov, duhovnikov in vernikov, pa tudi drugih ljudi, z osebno prisrčnostjo, dobrohotnostjo in prijaznostjo uspel osvojiti srca takorekoč celega sveta - ne le ljudstva, ampak tudi vladarjev. Papež Pij - njegov predhodnik - je bil sicer izredno priljubljen zlasti med Rimljani kot "Rešitelj Rima"; bil pa je v stiku z javnostjo aristokratsko zadržan in je navadno med fotografiranjem povzdignil roke ter uprl pogled kvišku; včasih tudi Janez, vendar je kot kmečki sin največkrat preprosto pogledal naravnost v kamero in se prijazno nasmehnil. 
Kot prvi papež po letu 1870 je zapustil ozemlje Vatikana oziroma posesti, ki so pripadale papežu z Lateranskimi sporazumi. Izhod je namenil obisku rimskih zapornikov in jim povedal: »Ker ne morete do mene vi, sem jaz prišel do vas.« Ta njegova usmiljenost in razumevanje obrobnih sta močno odmevala tudi v svetovnem tisku.

#### Sklic koncila
Tik pred začetkom koncila je Janez XXIII. odpotoval v romarski kraj Loreto – prvo potovanje z vlakom, ki ga je opravil kak papež po mnogih desetletjih - prvič po Piju IX.. Želel je tam moliti za uspeh Vesoljnega cerkvenega zbora – in hkrati prelomiti 62 let staro zaobljubo. Leta 1900 je namreč Angel Roncalli kot mlad bogoslovec romal v Loreto, kjer so ga prostozidarji tistega večera tako hudo ozmerjali in užalili, da je ogorčeno zapisal v svoj dnevnik: »Blagoslovljena Madona Loretska! Častim te in te ljubim z vsem srcem. Obljubljam ti tudi, da ti bom vedno zvest kot dober bogoslovec v Rimu; vendar ti z obžalovanjem sporočam, da me tukaj ne boš nikoli več videla.«
Na začudenje svojih sodelavcev je manj kot devetdeset let po prvem vatikanskem koncilu sklical nov ekumenski koncil. Res je sicer, da so v srednjem veku bili koncili mnogo pogostejši; na splošno pa so mislili, da še ni potreben nov koncil. Neki vatikanski uradnik je papežu glede te zadeve dejal, da je “popolnoma nemogoče“, da bi 2. vatikanski koncil odprli v letu 1963. “Dobro, ga bomo pa v 1962,” je odgovoril papež. In res ga je. Medtem ko je velika večina kardinalov in škofov menila, da bi bile za uspeh koncila potrebne dolgoletne priprave, je Janez XXIII. objavil, da ga namerava sklicati že čez nekaj mesecev. 
Manj kot tri mesece po izvolitvi, – 25. januarja 1959 –, je novoizvoljeni papež presenetil skupino kardinalov z novico, da bo sklical vesoljni cerkveni zbor. Kmalu so se začele priprave in papež je razposlal vprašalnik predstojnikom rimskih kongregacij, škofom, višjim redovnim predstojnikom ter katoliškim univerzam, naj se vključijo s svojimi predlogi; na 2812 vprašnj je prišlo 2150 odgovorov, ki so nakazali smernice za koncil. Sledila je ustanovitev desetih različnih komisij, ki so pripravile osnutke, kakor tudi ustanovitev osrednje komisije, ki je predloge usklajevala – vsega skupaj je bilo 824 sodelavcev. Na odprtje koncila 11. oktobra 1962 je prišlo 2540 škofov in drugih koncilskih očetov. 
V polurnem nagovoru je papež Janez Dobri jedrnato povzel nujo po branju znamenj časa, torej po lastni prenovi in pogovoru z drugimi s poslušanjem potreb sodobnega človeka in družbe; le aggiornamento (podanašnjenje) lahko prinaša svetu pravo veselje in resnični mir. Koncil želi predvsem združevati in spoštovati vse kristjane prek ekumenizma. 
Drugi vatikanski koncil je s svojim podanašnjenjem korenito preobrazil in posodobi obraz Katoliške Cerkve.
O Janezu XXIII. lahko rečemo, da je poučeval in pridobival ljudi kot dober vaški župnik. S svojo preprosto vernostjo, dosledno zvestobo zdravim izročilom, pa tudi z odprtostjo znamenjem časa – je koncil Cerkev približal svetu in svet Cerkvi ter osvajal ljudi ne glede na njihovo prepričanje – celo nevernike. O tem govori že sam naslov konstitucije "Gaudium et spes" - "Cerkev v sedanjem svetu". Z odprtim srcem je ljudi spremljal tako koncil kakor papež na njihovi življenjski poti – in marsikdo je to razumel, kar je utrjevalo medsebojno zaupanje. 
Ta prava očetovska skrb odseva tudi iz Janezovega kratkega nagovora, ki ga je imel "ex abrupto" z okna svoje delovne sobe na večer odprtja drugega vatikanskega koncila, 11. oktobra 1962. Po sončnem zahodu so romarji v sprevodu noseč baklje prišli na Trg sv. Petra, kjer so iz številnih majhnih lučk oblkovali križ in papež jim je povedal tole čudovito misel: 
"Poglejte gor proti nebu: nocoj je celo luna pohitela in napravila svoj svetlobni prizor, ko da nas boža. Ko se boste vrnili domov, pobožajte svoje otroke in jim recite: 'To je papeževo božanje'." "In če boste opazili kako solzo, ki bi jo bilo potrebno obrisati, spodbudno recite: ‘Papež je z vami še posebej v trenutkih, ko ste žalostni in vam je hudo.'”

#### Novi cerkveni zakonik
Po Drugem vatikanskem koncilu (1962–1965), ki ga je sklical papež Janez XXIII. je postalo jasno, da bo v novonastalih razmerah v Rimskokatoliški Cerkvi potreben tudi nov pravni zakonik. Po skoraj dveh desetletjih razprav in številnih osnutkih novega Zakonika je papež Janez Pavel II. 25. januarja 1983 objavil nov Zakonik cerkvenega prava (Codex iuris canonici), ki upošteva smernice, ki jih je dal koncil.

#### Sprejemanje, sumničenje in izobčenje
Sprejem anglikanskega nadškofa
Prvič po 400 letih od izobčenja Elizabete I. se je srečal kot prvi papež s canterburyjskim nadškofom Fisherjem, katerega je sprejel v Vatikanu 2. decembra 1960 in imel z njim enourni pogovor.
Sprejem Hruščove hčerke
7. marca 1963 je zasebno sprejel Alekseja Adžubeja v Vatikanu skupaj z ženo Rado, hčerko sovjetskega predsednika Hruščova. Rada je bila navdušena nad papeževimi velikimi, grčastimi kmečkimi rokami, ki so jo spominjale na očetove. Papež si ni delal utvar, ampak je menil, da to srečanje pomeni morda razočaranje, ali pa tudi nit Božje previdnosti, ki je ne bi smel pretrgati.
Odnos do Patra Pija
Po mnenju italijanskega zgodovinarja Sergia Luzzatta je bil odnos med papežem Janezom XXIII. in Patrom Pijem vseskozi pod vprašajem. Janez XXIII. je verjel hudim obtožbam Pijevih nasprotnikov, češ da je goljuf ter pogubljevalec duš, ki poseduje skoraj srednjeveško vero in ima neprimerne odnose z več ženskami.
Po drugem mnenju pa je bil Janezov odnos do Patra Pija v začetku dokaj sprejemljiv, vendar je sčasoma zaradi napačnih in neugodnih obvestil postal napet in sporen. Šele v svoji zadnji bolezni je malo pred svojo smrtjo papež spoznal, da je bil napačno obveščen in priznal kapucinovo svetost ter Patra Pija celo prosil, naj moli zanj.
Izobčenje Fidela Castra
Papež Janez XXIII. je 3. januarja 1962 po navodilih Pija XII. iz leta 1949, ki so katolikom prepovedovala članstvo v KP ali podporo komunističnim režimom, izobčil kubanskega komunističnega voditelja Fidela Castra. Iz okoliščin sledi, da je izobčenje - kljub okoliščinam, ki bi temu dejanju ustrezale - vendarle postalo v novejšem času bolj izjema kot pravilo.

### Anekdote
O njegovi priljubljenosti in neposrednosti pričajo številne anekdote, ki razkrivajo, da je znal z zaupanjem v Boga in človeka najti izhod iz sleherne zagate in sicer mučne ali kočljive okoliščine obrniti tudi na šalo ravnaje se po zdravi kmečki pameti. Kljub temu se najdejo ljudje, ki se nad njegovim - ali drugih papežev - smislom za zdrav humor pohujšujejo, češ da se to ne spodobi cerkvenemu dostojanstveniku; nič čudnega, saj globokoumnih šal ne zastopijo ljudje z nizkim inteligenčnim količnikom, o katerih zajedljivo pravi že Shaw: "Čim ožje so pameti, tem širši so predsodki!" 
Miren spanec
Neki novoposvečeni škof je Janezu XXIII. potožil, da mu breme njegove službe ne pusti mirno spati. Papež ga je dobrohotno miril in mu dejal, da se je po izvolitvi za papeža počutil enako; nato pa se mu je v spanju prikazal angel varuh in ga vprašal: »Kdo vlada v Cerkvi: ti ali Sveti Duh? Angelo, ne jemlji sebe tako resno.« »Od takrat« - je rekel papež - »spet mirno spim.« 
Razumljivo, da je papeška služba prinesla s seboj nova bremena ter več vprašanj kot odgovorov zlasti v začetnih dneh papeževanja: “Pogosto se zbudim sredi noči in začnem razmišljati o perečih vprašanjih; rečem si, da bi o tem moral govoriti s papežem. Potem pa se spomnim, da sem ta papež jaz, in si rečem: ‘No, potem pa moram o tem govoriti z Jezusom’.”
Jackie
Ko je Vatikan obiskala prva dama Združenih držav Amerike Jacqueline Kennedy, je tuhtal, kako naj jo ogovori: »Mrs. Kennedy« ali »Jaqueline Kennedy« ali kako drugače. V trenutku srečanja pa jo je na veliko zabavo zbranih časnikarjev kratkomalo poklical: »Jackie!«. Po svoji duhovitosti in dobroti je slovel že dolgo poprej.
Jabolka
Kot apostolski nuncij v Parizu se je po službeni dolžnosti moral udeležiti tudi slavnostne večerje. Določen mu je bil sedež desno od gostiteljice, ki je bila žena nekega južnoameriškega veleposlanika; nosila je sicer osupljivo lepo, vendar globoko izrezano Diorjevo obleko, ki morda ni bila ravno najprimernejša v navzočnosti tako odličnih gostov, ki so se v zadregi presedali in radovedno strmeli v nuncija pričakovaje njegove graje; nastala je moreča tišina. Ko so postregli z glavno jedjo, je Roncalli vstal, pozdravil kot dekan diplomatskega zbora navzoče, nazdravil in šaljivo končal: "'Ni mi jasno, zakaj vsi gostje kar naprej buljijo vame, ubogega, starega grešnika, medtem ko niti ne opazijo, da je moja brhka soseda, naša očarljiva gostiteljica, od mene dosti mlajša in privlačnejša ...'" Omizje je izbruhnilo v krohot in stekel je sproščen pogovor.
Kot pomembna cerkvena osebnost pa je nuncij menil, da ne sme oditi brez nauka, ki pa ga je prihranil za konec, ko so postregli jabolka. Vzel je najlepše rdeče jabolko in ji ga ponudil. Ljudje so postali pozorni in slišali, kako je sramežljivo zavrnila: »Ne, hvala.« On pa je vztrajal in vljudno dejal: »Vzemite, prosim vas!« Ona pa začudena nad tako vsiljivostjo: »Zakaj neki?« On pa glasno: »Ker je Eva šele po tem, ko je pojedla jabolko, spoznala, da je gola.«
Plača
Neki škrlatnik je negodoval, češ da je po povišanju plače v Vatikanu neki delavec dobil enako vsoto kot kardinali. Papež je pri priči dal pojasnilo: »Ta zaposleni družinski oče ima deset otrok; upam, da jih kardinal nima.« 
Samo namestnik
Papež je obiskal rimsko cerkveno bolnišnico „Svetega Duha“. Prednica se je vljudno predstavila rekoč: „Sveti oče, jaz sem predstojnica 'Svetega Duha'.“ Na kar ji je papež odgovoril: „Ste pa res srečni! Jaz pa sem le namestnik Jezusa Kristusa na zemlji.“
»Jožef, vaš brat«
Sprava z judovstvom je bila papežu še posebej pri srcu; zgodovinsko so katoličani neredko zagovarjali tudi antisemitizem, ki se ga je Rimskokatoliška cerkev slovesno odrekla med Drugim vatikanskim vesoljnim cerkvenim zborom. Ko je Vatikan je obiskalo judovsko poslanstvo, se jim je Janez XXIII. dobrohotno približal ne meneč se za slovesnost, se z njimi rokoval in dejal: „Dobrodošli. Jaz sem Jožef, vaš brat.“ To ni bilo le namigovanje na njegovo lastno ime Jožef (Giuseppe), temveč predvsem na svetopisemsko zgodbo, v kateri se Jožef, ki je bil dolgo časa izgubljen, s temi besedami razodene svojim bratom v Egiptu.
Ob drugi priliki po prijateljskem pogovoru želi papež pospremiti svojega gosta do izhoda iz sprejemne dvorane. To je bil rimski rabin, ki pa vljudno odstopi prednost papežu; toda Janez XXIII. ne popusti, ampak nakaže z roko zopet prednost rabinu slovesno rekoč: "Najprej Stara zaveza!"

### Rimski papež
- Drugi vatikanski koncil na vatikanskem novcu
- Papež Janez XXIII. leta 1959
- Tudi kot papež je bil do vsakogar prijazen
- Papež Janez XXIII. 1962 na sedia gestatoria in s papeško tiaro 1962
- Papež Janez XXIII. 1959 v Castel Gandolfu
- Papež Janez XXIII. 1962 na vatikanskem novcu

## Bolezen, smrt in spomin

### Mirovnik tudi v bolezni
Že pred odprtjem drugega vatikanskega koncila je papež zaslutil, da z njegovim zdravjem nekaj ni v redu in opažal prve opozorilne znake bolezni na želodcu; taka huda bolezen je že bila prizadela nekatere člane njegove družine.. 23. septembra 1962 pa so zdravniki res ugotovili, da papež boluje za želodčnim rakom. Osem mesecev za tem je občasno krvavel iz želodca in se z velikim naporom redkeje pojavljal v javnosti; pa še tedaj je bil videti bled in izčrpan. Sam je v zvezi s tem o Veliki noči, 14. aprila 1963, namignil na svoje težko zdravstveno stanje, ko je obiskovalcem rekel: "Kar se dogaja vsem ljudem, se bo morda kmalu zgodilo tudi papežu, ki vam danes govori."
Čeprav sam hudo bolan, se je vendarle ponudil za posredovanje med ameriškim predsednikom Johnom Kennedyjem in sovjetskim predsednikom Nikitom Hruščovom med kubansko raketno krizo oktobra 1962. Oba državnika sta pohvalila papeževo globoko predanost mirnemu reševanju mednarodnih sporov. Hruščov je kasneje poslal sporočilo prek Normana Cousinsa, v katerem je izrazil svoje najboljše želje za papeževo ozdravljenje. Janez XXIII. mu je poslal nazaj osebno natipkano sporočilo, v katerem se mu prisrčno zahvaljuje za pismo. Cousins je medtem odpotoval v New York in zagotovil, da bo Janez postal 'Osebnost leta revije „Time“' in tako je Janez XXIII. res postal prvi papež, ki je od revije Time prejel ta častni naziv; sledil mu je Janez Veliki leta 1994 in Frančišek leta 2013.
7. marca 1963, na praznik vseučiliščnega zavetnika sv. Tomaža Akvinskega, je papež obiskal Univerzo svetega Tomaža Akvinskega Angelicum in jo z motuproprijem Dominicanus Ordo povzdignil na stopnjo papeške univerze.

#### Balzanova nagrada
10. maja 1963 je v Vatikanu dobil obvestilo, da je prejel Balzanovo nagrado; svoje dosežke pa je pripisal petim papežem svojega življenja, vse od Leona XIII. pa do Pija XII.. 11. maja je italijanski predsednik Segni uradno podelil papežu Balzanovo nagrado za njegovo zavzemanje za mir. Med vožnjo v avtomobilu na uradno slovesnost je trpel zaradi hudih bolečin v trebuhu, vendar se je na vsak način hotel srečati s Segnijem v Kvirinalski palači, da bi tam prejel nagrado. Ni je hotel zasebno prejeti v Vatikanu, češ "da bi bila žalitev častiti papeža na posmrtnih ostankih križanega apostola Petra." To je bil papežev zadnji odhod iz Vatikana.
Potuhnjena bolezen pa je nezaustavljivo napredovala; pri svojem zadnjem javnem nastopu je v sredo, dne 24. maja, s pojemajočim glasom to tudi brez okolišanja povedal stotisočglavi množici zbrani na Trgu svetega Petra, ki je molila za njegovo zdravje:
„Ne skrbite toliko zame. Pripravljen sem se podati na veliko potovanje. Kovčke imam spakirane in lahko odidem kadarkoli.“

#### Prejem svete popotnice
25. maja 1963 je papež pretrpel še eno krvavitev in potreboval več transfuzij krvi, vendar je rak predrl želodčno steno in kmalu se je pojavil peritonitis. Zdravniki so se posvetovali in Janezu XXIII. je njegov pomočnik Capovilla odkrito sporočil, da mu zemeljska znanost ne more nič več pomagati; obiskali so ga tudi vsi njegovi še živi bratje in sestre. 31. maja mu je vročina poskočila na 42˚Celzija in  ga je bolezen priklenila na posteljo. Vatikanski državni tajnik Van Lierde mu je bil prišel podelit svete zakramente za umirajoče. Papež je takrat še zadnjič spregovoril: 
"Imel sem veliko milost, da sem se rodil v krščanski družini, skromni in revni, v kateri pa je vladal  strah Gospodov. Moj čas na Zemlji se bliža koncu. Toda Kristus živi naprej in nadaljuje svoje delo v Cerkvi. Duše, duše, ut omnes unum sint."
Van Lierde mu je tedaj podelil bolniško maziljenje  Ker je bil preveč ginjen, je Lierde pomešal vrstni red in papež mu je prijazno pomagal, da se je držal predpisanega reda.

### Smrt in pogreb
Rak je opravil svoje in začel se je smrtni boj, ki je trajal 91 ur. Papež Janez XXIII. je umrl zaradi notranjega vnetja, ki ga je povzročila perforacija želodca, 3. junija 1963 ob 19:49 po krajevnem času v starosti 81 let. Končalo se je njegovo uspešno, vendar sorazmerno kratko papeževanje štirih let, sedmih mesecev  in šestih dni. Umrl je na samo Binkoštno nedeljo ravno takrat, ko se je na Trgu svetega Petra končala zanj maša, ki jo je daroval kardinal Traglia. Kardinal-kamerleng - nadškof Centoz je uradno in obredno  ugotovil in razglasil smrt; navzoči pa so molili za pokoj njegove duše. Ko so nato sobo razsvetlili, so ljudje vedeli, da je umrl njihov ljubljeni duhovni nadpastir. 
Pet minut po papeževi smrti je Vatikanski radio skupaj z italijanskimi postajami sporočil novico o papeževi smrti v 30 jezikih posebej poudarivši papežev koncilski prispevek in splošno žalost zaradi izgube ponižnega in prijaznega duhovnega pastirja ter končal z izredno pohvalo:
| Die Botschaft über den Tod des Papstes | Sporočilo o papeževi smrti |
| --- | --- |
| „Er besuchte die Gefangenen, die Kranken, die Kinder, die Demütigen und begab sich mitten unter das Volk. Er schenkte der Menschheit die Enzykliken ‚Mater et Magistra‘ und ‚Pacem in Terris‘. Für ihn, der in der Kirche den ökumenischen Geist neu belebte und unter den Menschen Gefühle der Güte und Brüderlichkeit weckte, erflehen die Gläubigen und die gesamte Christenheit die ewige Glückseligkeit, die Christus den Erbauern des Friedens verheissen hat.“ | „Obiskoval je zapornike, bolnike, otroke, zapostavljene in se podajal med ljudi. Človeštvu je podaril okrožnici ‚Mater et Magistra‘ ter ‚Pacem in Terris‘. Zanj, ki je znova poživil v Cerkvi ekumenski duh in spodbudil med ljudmi občutek dobrote in bratstva, želijo izprositi verniki in celotno krščanstvo večno blaženost, ki jo je obljubil Kristus usmiljenim in miroljubnim.“ |

Italijanska vlada je razglasila tri dni žalovanja z zastavami na pol droga in z zaprtjem pisarn in šol.General Franko je najavil desetdnevno žalovanje;Filipini devetdnevno; Brazil petdnevno; Portugalska, Paragvaj in Guatemala sta razglasila tridnevno žalovanje za rajnim Janezom XIII.; Kongo pa je razglasil en dan spomina.
Pogrebna maša je bila 6. junija v Baziliki sv. Petra ob navzočnosti kardinalov, diplomatskega zbora in številnih vernikov; pokopan pa je v Vatikanskih jamah, čeprav je nekdaj izrazil željo, da bi bil najraje pokopan v Lateranski baziliki.
Dva venca ob njegovem grobu so darovali zaporniki zapora »Regina Coeli« v Rimu in zapora »Mantova« v Veroni. 22. junija 1963, dan po svoji izvolitvi, je njegov prijatelj in naslednik Pavel VI. molil na njegovem grobu. Grobnica Janeza XXIII. Je bila do 2000 v bližini groba papeža Pija X..

### Spomin
»Dobrega papeža Janeza«, kot so ga mnogi klicali, je papež Janez Pavel II. leta 2000 razglasil za »blaženega«, kar je zadnji korak pred razglasitvijo za svetnika. Ob beatifikaciji so njegove posmrtne ostanke prenesli iz prvotnega groba v katakombah pod baziliko svetega Petra bližje oltarju ter ga izpostavili v javno češčenje. 
Ugotovili so, da je bilo njegovo telo izjemno dobro ohranjeno, kar nekateri pripisujejo balzamiranju in pomanjkanju kisika v zapečateni trojni krsti, drugi pa čudežu, za kar so ga brez dvoma imeli številni oboževalci. 
Kot zanimivost lahko omenimo, da je bil isti grob pozneje uporabljen za pokop papeža Janeza Pavla II.. Po njegovi prestavitvi ob beatifikaciji bliže grobu apostola Petra pa so po lastni želji vanj pokopali zaslužnega papeža Benedikta XVI.
Češčenje je opazno tudi pri drugih kristjanih, tako na primer pri anglikancih; pa tudi številne protestantske skupnosti ga častijo kot spodbujevalca ekumenizma in cerkvenega prenovitelja.
Godovni dan papeža Janeza XXIII. je v Katoliški Cerkvi 11. oktober – začetek  Drugega vatikanskega koncila. Anglikanski in protestantski kristjani pa obhajajo njegov god na dan njegove smrti dne 3. junija, ali pa naslednjega dne.

## Notes
1. ↑  '...da bi bili vsi eno.'

### Film
(angleško)
- The Good Pope: John XXIII - Full Movie by Film&Clips
- Pope John XXIII takes possession of St John Lateran, his cathedral as Bishop of Rome 1958 Caeremoniale Romanum
- Pope John XXIII is mourned 1963

(italijansko)
- Papa Giovanni - Film.it

(francosko)
- Jean XXIII: Un Pape Moderne Qui a Mis les Pauvres au Cœur de l'Église | SLICE HISTOIRE | DOC COMPLET
- Le Bon Pape Jean XXIII

(špansko)
- Película El Santo Padre Juan XXIII FUNDACION PAZ Y AMOR MISERICORDIOSO 20. jun 2014

| Nazivi Rimskokatoliške cerkve        | Nazivi Rimskokatoliške cerkve                                           | Nazivi Rimskokatoliške cerkve                    |
| ------------------------------------ | ----------------------------------------------------------------------- | ------------------------------------------------ |
| Predhodnik: Paolo Emilio Bergamaschi | Naslovni škof Areopolija 3. marec 1925 – 30. november 1934              | Naslednik: Michael Joseph Keyes (maristi) SM     |
| Predhodnik: /                        | apostolski vizitator v Bolgariji 16. marec 1925 – 16. oktober 1931      | Naslednik: /                                     |
| Predhodnik: /                        | apostolski delegat v Bolgariji 16. oktober 1931 – 30. november 1934     | Naslednik: Giuseppe Mazzoli (nadškof)            |
| Predhodnik: Carlo Margotti           | naslovni nadškof Mesembrije 30. november 1934 – 12. januar 1953         | Naslednik: Silvio Oddi                           |
| Predhodnik: Carlo Margotti           | apostolski delegat v Grčiji 30. november 1934 – 23. december 1944       | Naslednik: Giovanni Mariani                      |
| Predhodnik: Angelo Rotta             | apostolski delegat v Turčiji 30. november 1934 – 23. december 1944      | Naslednik: Alcide Giuseppe Marina (lazaristi) CM |
| Predhodnik: Carlo Margotti           | apostolski upravitelj v Carigradu 30. november 1934 – 23. december 1944 | Naslednik: Alcide Giuseppe Marina CM             |
| Predhodnik: Valerio Valeri           | Apostolski nuncij v Franciji 23. december 1944 – 12. januar 1953        | Naslednik: Paolo Marella                         |
| Predhodnik: Carlo Agostini           | Beneški patriarh 15. januar 1953 – 28. oktober 1958                     | Naslednik: Giovanni Urbani                       |
| Predhodnik: Pij XII.                 | Papež 28. oktober 1958 – 3. junij 1963                                  | Naslednik: Pavel VI.                             |